# شحنه (عنوان)

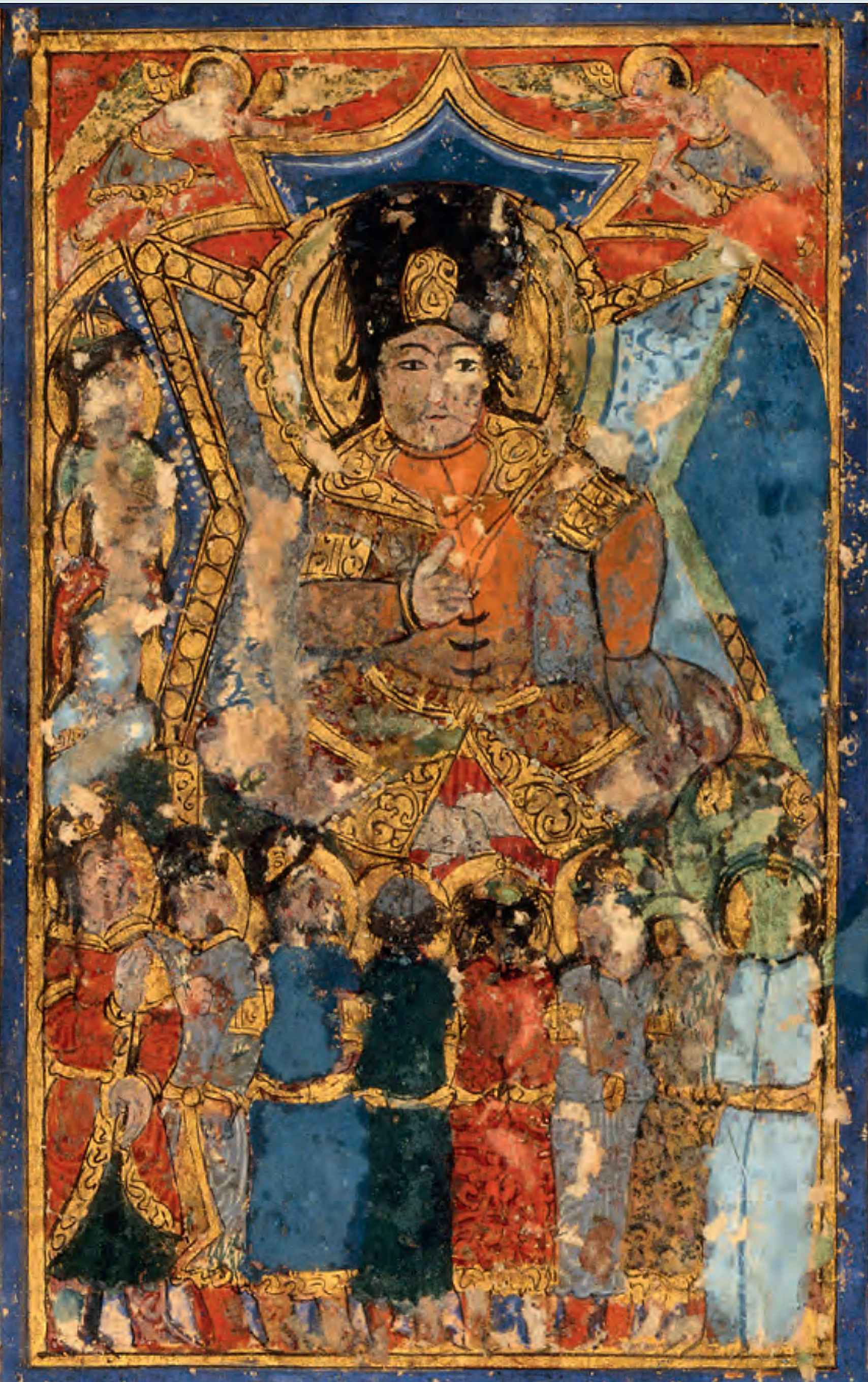
حاکمی در لباس ترکی (گیسوی تافته‌ی بلند، کلاه خز، چکمه، کت تن‌خور)، مقامات‌الحریری، 1237 میلادی، احتمالاً بغداد

شحنه (شحنة)، اصطلاح و عنوانی در تاریخ اسلام طی قرون میانه به معنی «مسئول نظامی»، «پاسبان» و یا «ضابط» است. این عنوان مختص ترکان سلجوقی در عراق است که قدرت خویش را بر خلافت عباسی تحمیل و اعمال می‌کردند.

## فهرس شحنه‌ها

### بغداد
- برسق بزرگ
- اوشین
- آق سنقر برسقی
- ایلغازی